# Světlana Allilujevová
Světlana Josifovna Allilujevová (rusky Светлана Иосифовна Аллилуева, gruzínsky სვეტლანა ალილუევა, později známá jako Lana Peters; 28. února 1926 Moskva – 22. listopadu 2011 Richland Center, Wisconsin) byla nejmladším dítětem a jedinou dcerou sovětského diktátora Josefa Stalina a jeho druhé ženy Naděždy Allilujevové. V roce 1967 způsobila mezinárodní rozruch, když ze Sovětského svazu emigrovala do Spojených států amerických a v roce 1978 se stala naturalizovaným občanem Spojených států amerických. Od roku 1984 do roku 1986 se nakrátko vrátila do Sovětského svazu a nechala si obnovit sovětské občanství. Byla posledním přežívajícím potomkem Josefa Stalina.

## Životopis

### Mládí
Jako mnoho dětí vysokých sovětských politiků byla vychovávána chůvou a své rodiče vídala jen příležitostně. Její matka zemřela 9. listopadu 1932, kdy spáchala sebevraždu, ačkoli oficiální příčinou úmrtí bylo zanícené slepé střevo. V 16 letech se zamilovala do Alexeje Kaplera, židovského sovětského filmaře, kterému bylo 38 let. Její otec s tímto vztahem vehementně nesouhlasil a Kaplera nechal v roce 1943 odsoudit k 5 letům vyhnanství v pracovním táboře u Vorkuty. Po odpykání trestu v roce 1948 dostal Kapler další trest 5 let v pracovních táborech poblíž Inty.

### První dvě manželství
O rok později se znovu zamilovala do spolužáka z Moskevské univerzity Grigorije Morozova, který byl také židovského původu. Stalin tento sňatek zdráhavě povolil, ale nikdy toto manželství neschválil. Ve vztahu s Morozovem se jí narodil v roce 1945 syn Josif. V roce 1947 se s Morozovem rozvedla. Jejím druhým manželem se v roce 1949 stal Jurij Ždanov, syn Stalinova spolupracovníka Andreje Ždanova. Z tohoto vztahu se narodila dcera Jekatěrina, ale i toto manželství skončilo v roce 1950 rozvodem.

### Po Stalinově smrti
Po smrti svého otce v roce 1953 přijala příjmení své matky a v Moskvě pracovala jako učitelka a překladatelka. Kromě ruštiny hovořila plynně francouzsky, německy a anglicky. Kvůli svému původu se stala členkou Komunistické strany SSSR. V roce 1962 se potřetí provdala za Ivana Svanidzeho, Stalinova synovce jeho první manželky Jekatěriny Svanidzeové. I toto manželství bylo krátkodobé a skončilo rozvodem v roce 1963. V roce 1963, po operaci mandlí, se zamilovala do Braješe Singha, indického komunisty, který byl v Moskvě na návštěvě. Vážně nemocný Singh se léčil v Soči. Po jeho smrti roku 1966 odcestovala Světlana do Indie, kde jeho popel rozptýlila v řece Ganze.

### Život v emigraci
V roce 1967 navštívila americké velvyslanectví v Novém Dillí a požádala o politický azyl, který jí byl udělen. Indická vláda se kvůli tomuto kroku obávala agrese Sovětského svazu, proto Světlana odcestovala do Říma, poté do Ženevy a nakonec do New Yorku. V New Yorku uspořádala tiskovou konferenci, na níž odsoudila otcův režim a sovětskou vládu, což vyvolalo ve východním bloku rozruch. O svém životě a poměrech ve Stalinově rodině napsala několik knih. Již v roce 1963 přijala v pravoslavné církvi křest. V roce 1982 konvertovala ke katolictví, téhož roku se přestěhovala se svou dcerou do Cambridge ve Spojeném království.
V roce 1970 se provdala za amerického architekta Williama Wesleye Peterse, chráněnce Franka Lloyda Wrighta. Z tohoto manželství vzešla dcera Olga Petersová, později známá také jako Chrese Evans. Manželství skončilo v roce 1973 rozvodem. V roce 1984 se vrátila do Sovětského svazu, ale po neshodách s příbuznými se po necelých dvou letech vrátila do Spojených států amerických. Na sklonku života údajně odmítala hovořit rusky. Žila v Richland Center ve Wisconsinu, kde 22. listopadu 2011 zemřela na rakovinu tlustého střeva.